# Première maison de maître de forges (Moisdon-la-Rivière)
La première maison de maître de forges est une maison située à Moisdon-la-Rivière, en France.

## Localisation
La maison est située sur la commune de Moisdon-la-Rivière, dans le département de la Loire-Atlantique.

## Historique
Le monument est inscrit au titre des monuments historiques en 1985.